# 沖繩放送協會
冲绳放送协会（日语：沖縄放送協会，おきなわほうそうきょうかい，简称OHK），是美國統治琉球時期根据琉球政府于1967年制订的《放送法》设立的一家公共广播机构，1967年10月2日正式成立。1972年5月15日，随着“沖繩返還”，OHK改组为NHK冲绳放送局。

## 历史
冲绳放送协会的前身为“社团法人日本放送协会冲绳放送局”（日语：社団法人日本放送協会沖縄放送局），1942年3月19日开播，呼号JOAP，采用有线广播方式。1945年3月23日，那霸遭美军轰炸，冲绳放送局受波及，三日后停播。
1961年，NHK那霸通信局开设。当时琉球为琉球列岛美国民政府所统治，并非日本领土，故那霸通信局以“海外总支局”形式设立。1964年4月3日，琉球电信电话公社在西那霸电报电话局设立收录所，用于接收NHK广播节目；同年9月1日，日本与琉球间的微波通讯线路开通，NHK开始为沖繩電視台（OTV）及琉球放送（RBC）提供电视节目；9月15日，那霸通信局废除，改设冲绳总局。
1965年至1966年，日琉双方开始先岛电视台的筹备工作。1967年9月立法院通过了《放送法》，10月2日冲绳放送协会正式成立；同年12月22日，OHK宫古放送局（今宫古岛中继局）先于冲绳本岛，面向宫古、八重山地区开播，呼号KSDY-TV，使用9频道（美国标准）播出电视节目；12月23日，OHK八重山放送局及川平、租纳、与那国电视转播站成立。
1968年12月22日，OHK中央放送局（今丰见城高安电视及FM发射台）开播，呼号KSGB-TV，在2频道（日本标准）播出。1969年1月1日，OHK开始收取收视费（每月80美分）。1969年4月12日，OHK放送中心及放送会馆建成，并于同年10月1日正式启用，NHK节目收录所也随之迁入。1969年12月1日，OHK今归仁转播站开始使用。1971年4月1日，OHK久米岛转播站启用。
1972年5月15日，琉球主权移交，OHK与NHK冲绳总局改组为NHK冲绳放送局和NHK宫古放送局。之后NHK宫古放送局改为NHK宫古岛事务所，成为NHK冲绳放送局的派出机构。

## 放送局
宫古放送局使用美国的频道划分，中央放送局使用日本的频道划分；琉球主权移交后，全部改为日本的频道划分。2011年7月24日，全部模拟频道停播。
| 地区     | 名称             | 所在地                 | 呼号    | 频道               | 功率（W） | 备注                                                    |
| -------- | ---------------- | ---------------------- | ------- | ------------------ | --------- | ------------------------------------------------------- |
| 本岛地方 | 中央放送局       | 岛尻郡丰见城村高安1019 | KSGB-TV | 2频道（日本标准）  | 5k        | 琉球主权移交后呼号变更为JOAP-(D)TV                      |
| 本岛地方 | 今归仁中继放送所 | 国头郡今归仁村         |         | 38频道（日本标准） | 300       |                                                         |
| 本岛地方 | 久米島中继放送所 | 島尻郡久米島町         |         | 3频道（日本标准）  | 10        | 1995年改为36频道，功率30W                               |
| 先岛地方 | 宫古放送局       | 宫古岛市               | KSDY-TV | 9频道（美国标准）  | 1k        |                                                         |
| 先岛地方 | 八重山放送局     | 石垣市                 | KSGA-TV | 11频道（美国标准） | 1k        | 琉球主权移交后改为石垣转播站，频道改为9频道             |
| 先岛地方 | 川平中继放送所   | 石垣市                 |         | 13频道（美国标准） | 500       | 琉球主权移交后改为9频道（日本标准）                     |
| 先岛地方 | 祖纳中继放送所   | 八重山郡竹富町         |         | 10频道（美国标准） | 100       | 琉球主权移交后改为8频道（日本标准），1997年降低发射功率 |
| 先岛地方 | 与那国中继放送所 | 八重山郡与那国町       |         | 12频道（美国标准） | 10        | 琉球主权移交后10频道（日本标准），1998年改为37频道      |